# ATP Firenze 1989
L'ATP Firenze 1989 è stato un torneo di tennis giocato sulla terra rossa. È stata la 17ª edizione dell'ATP Firenze che fa parte del Nabisco Grand Prix 1989. Si è giocato a Firenze in Italia dal 22 al 28 giugno 1989.

## Campioni

### Singolare
Horacio de la Peña ha battuto in finale  Goran Ivanišević con il punteggio di 6–4, 6–3

### Doppio
Mike De Palmer /  Blaine Willenborg hanno battuto in finale  Pietro Pennisi /  Simone Restelli con il punteggio di 4–6, 6–4, 6–4